# Порохонь
Порохо́нь (устаревшее По́рохань, диал. Порохня́, укр. Порохонь) — село,
Рожковичский сельский совет,
Середино-Будский район,
Сумская область,
Украина.
Код КОАТУУ — 5924485203. Население по переписи 2001 года составляло 225 человек.

## Географическое положение
Село Порохонь находится на берегу безымянной речушки, которая через 1 км впадает в реку Знобовка,
ниже по течению речушки примыкает село Нововладимировка,
на противоположном берегу реки Знобовка — село Рожковичи.
Рядом проходит граница с Россией.

## Происхождение названия
Название «Порохонь», по мнению местных краеведов, произошло от слова «порох». С первой половины XVII века местным промыслом было изготовление и торговля порохом, а также поставка его войскам.

## История

### Древние века
Порохонь является одним из древнейших населённых пунктов Середино-Будского района. Первое упоминание о ней зафиксировано в Ипатьевской летописи под 1146—1154 гг. В изложении известного исследователя истории древних славян А. В. Гудзь-Маркова оно выглядит следующим образом: «Великий князь Изяслав II приехал на „снемъ“ с Давыдовичами и велел им идти на двоюродного брата Святослава Ольговича. Поход вылился в грабеж богатого имения Святослава Ольговича. Первым делом посланники великого князя убили „Дмитра Жирославича и Андрея и Лазоревича“ и стали в „Мелтекове селе“. Тут-то и начался разгром имения. Пришедшие стали в „лесе в Порохни“. Рядом паслось громадное стадо Ольговича, состоявшее из трёх тысяч кобыл и тысячи жеребцов. Скоро запылали окрестные сёла, и затрещало пламя над дворами и полными убранного жита амбарами. Святослав Ольгович со стороны наблюдал над занявшимся над его волостью заревом и не имел сил вступиться».
В промежутке между 1440 и 1460 гг. Порохонь, или, как её тогда называли, «Порохом у Северском Новегородьце», была пожалована великим князем литовским и королём польским Казимиром Ягеллончиком — Олгишу.
С 1503 года и до заключения в декабре 1618 года Деулинского перемирия она входила в состав Великого княжества Московского и Русского царства, а после заключения Деулинского перемирия отошла к Речи Посполитой. На момент её передачи Польше, в конце июня — начале июля 1619 года, в ней числилось 2 подданных русского царя, которые платили дань в царскую казну в размере 7 пудов мёда в год.
В 1633 году король Польши пожаловал Порохонь старосте Новгорода-Северского Александру Пясочинскому, при котором численность дворов («дымов») в Порохони увеличилась и в 1641 году достигла семи.
После смерти Александра Пясочинского, наступившей в декабре 1645 года, Порохонь перешла по наследству к его жене Эльжбете и сыну Яну и находилась в их владении до начала национально-освободительной войны 1648 года.

### Гетманщина
После освобождения Украины от поляков Порохонь была включена в разряд «свободных войсковых сёл, и при гетмане Богдане Хмельницком ни в чьём владении и подданстве не находилась», а когда гетманом Войска Запорожского на Левобережной Украине стал Иван Самойлович (1672—1687), была пожалована (до 27.07.1677) новгород-северскому протопопу Елисею Зеленецкому.
Вслед за тем Порохонь находилась во владении сердюцких полковников: Василия Иванея (Иванья) (1677—1679), которому гетман Самойлович отдал Порохонь вместо Ямполя, Яремы Андреевича (26.04.1689 — 1691) и Гаврилы Ясликовского (Ясинковского) (1691—1696), жителя глуховского, который принимал участие в осаде Чигирина и в турецком походе.
После смерти Гаврилы Ясликовского, наступившей в 1696 году, Иван Мазепа оставил Порохонь себе и присоединил её к Ямпольской волости, которая 9 июля 1709 года была пожалована гетманом Скоропадским сподвижнику и фавориту Петра І генерал-фельдмаршалу А. Д. Меншикову.
Во владении Меншикова село находилось до 8 апреля 1728 года, пока он не был сослан за казнокрадство в город Берёзов Тобольской губернии301, после чего была «отписана Его Императорскому Величеству».
11 июля 1740 года императрица Анна Иоанновна повелела организовать на Украине конный завод и передала ему в полное ведение ранее принадлежавшие князю Меншикову «города Батурин и Ямполь, со всеми к нему принадлежащими местечками, слободами, сёлами, деревнями»302. Среди них, вероятно, была и Порохонь. Однако прямых указаний на это мы не нашли.
После ликвидации конного завода Порохонь была возвращена Её Императорскому Величеству, которая 10 ноября 1764 года пожаловала её вместе с другими населёнными пунктами Ямпольской волости в вечное и потомственное владение действительному тайному советнику Ивану Ивановичу Неплюеву (5.11.1693 — 11.11.1773), «за его долговременную и безупречную службу, а особливо за учинённое им в Оренбурге знатное приращение государственных доходов».
Во владении Ивана Ивановича село находилось до 11 ноября 1773 года, после чего перешло по наследству к его младшему сыну — тайному советнику и сенатору Николаю Ивановичу Неплюеву (12.05.1731 — 24.05.1784). На то время в селе проживало 152 обывателя со своими семьями, большинство из которых занимались сельским хозяйством, выращиванием зерновых и других сельскохозяйственных культур и продажей их излишков в Середина-Буде.
После смерти Николая Ивановича Неплюева Порохонь унаследовал его старший сын — тайный советник Иван Николаевич Неплюев. При нём порохонские крестьяне испытывали притеснения со стороны помещичьих управляющих и в 1807 году с оружием в руках выступали против своих угнетателей, заявляя при этом, что: «Хоть нас в пять дрючков бейте, но на барщину не пойдем». В ответ на это И. Н. Неплюев вызвал отряд солдат, который жестоко подавил сопротивление крестьян.
Во владении И. Н. Неплюева Порохонь находилась до его смерти, наступившей 6 июля 1823 года, после чего перешла по наследству к его сыну полковнику Ивану Ивановичу Неплюеву.
21 декабря 1851 года Иван Иванович подарил Порохонь своей дочери Наталье Ивановне Неплюевой307, а после её смерти, наступившей 5 августа 1856 года, она перешла по наследству к её мужу Карлу Людвиговичу Шуленбургу и детям: Ивану и Марии.
Накануне отмены крепостного права, в 1860 году, Шуленбурги владели в Порохони 415 крепостными крестьянами мужского пола . Большинство из них жили бедно, испытывали притеснения со стороны помещичьих управляющих и весной-летом 1859 года выступали против выполнения барской повинности и переселения в другие населённые пункты.
7 февраля 1874 года К. Л. Шуленбург умер. Все его владения в Порохони унаследовал его сын Иван Карлович Шуленбург (7.05.1850 — 16.06.1891), а от него они перешли к его жене Елизавете Дмитриевне Шуленбург (? — 1898), которая в 1895 году владела в селе 817 десятинами земли.
В пореформенное время в селе работали 7 ветряных мельниц и 1 постоялый двор. Большая часть порохонских земель в 1864 году находилась в собственности местных землевладельцев: Ивана Карловича Шуленбург, его двоюродных сестёр княгинь Анны Валерьевны и Ольги Валерьевны Урусовых, дворянки Елены Ивановны Шарипиной и других.
С незапамятных времен в селе действовала Введенская церковь деревянной постройки, при которой в 1747 году функционировала церковно-приходская школа. К шестидесятым годам XIX века церковь обветшала и в 1869 году была частично обновлена.
По высочайше утверждённому расписанию приходов и причтов Черниговской епархии от 17 января 1876 года, Введенская церковь входила в состав Ромашково-Порохнянского прихода, настоятелем которого в 1879 году был священник Введенской церкви Григорий Лузановский, а помощником настоятеля — священник Покровской церкви села Ромашково Михаил Фотиев.
В 1886 году в Порохони была открыта школа грамоты, в которой 1 января 1899 года обучалось 48 мальчиков. Школа находилась в помещении, принадлежащем сельскому обществу и не отвечала всем требованиям, которые предъявлялись к школьным помещениям. В связи с этим в 1910 году под школу было возведено новое здание на 80 учебных мест, которое считалось одним из лучших в Новгород-Северском уезде.

### XX век
В начале мая в 1918 года в соответствии с условиями Брестского мирного договора Середина-Буда оказалась в «нейтральной зоне».
В годы Великой Отечественной войны на территории Середино-Будского района велись ожесточённые сражения. В сентябре-октябре район попал в зону активных боевых действий. По рекам Сож, Судость и Десна занимала оборону 13-я армия, которая вела ожесточеныые бои в ходе Орловско-Брянской оборонительной операции. Порохонь несколько раз переходила из рук в руки. После захвата Середина-Буды немецкими войсками. части 13-й армии неоднократно контратаковали в направлении станции Зерново, Суземки. Временно отдельные части держали оборону по р. Знобовка в непосредственной близости от села.
В период немецкой оккупации в близлежащих лесах действовали три самостоятельных партизанских отряда, а также партизанские соединения С. А. Ковпака, А. Н. Сабурова и другие. Само село и события, связанные с ним в ходе партизанской войны, описаны в мемуарах А. Н. Сабурова.
В самой Порохне в период оккупации находился полицейский отряд, в то же время многие порохонцы партизанили у Сабурова и Ковпака. По воспоминаниям местных жителей, особой жестокостью отличался полицай по кличке «Сипьё», лично пытавший жителей, подозревавшихся в связях с партизанами. При приближении фронта, большая часть полицаев, не причастных к карательным акциям в отношении партизан и местного населения, с оружием сдалась красноармейцам. По отбытии длительных сроков заключения, почти все они вернулись в родную деревню.

## Сельское хозяйство
- до 2007 года СП (сельскохозяйственное предприятие)им. Калинина. Направления деятельности: сельское хозяйство, охотхозяйство, лесное хозяйство, животноводство. Продукция: зерновые, зернобобовые, силос, овцы, молоко. В 2008 году колхоз был расформирован и разделен между жителями. Ферма крупного рогатого скота заброшена и разобрана.
- Личные подсобные хозяйства. Направление деятельности: овощеводство, животноводство (крупный рогатый скот, свиньи, кроли), птицеводство.

## Объекты социальной сферы
- Клуб с кинозалом и библиотекой (заброшен).
- Магазин «Сельпо» (продан жителю с. Рожковичи).
- Медпункт (в разное время периодически закрывался, так как единственная должность фельдшера была не укомплектована).
- Порохонская начальная школа (три класса), закрыта в 1972 году.
- Детский сад. Закрыт в 1980 г.

## Топографические карты
- maps.vlasenko.net/?lon=34.06&lat=52.12&addmap1=smtm100&addmap2=smtm1000